# Ullrich Panndorf
Ullrich Panndorf (* 1954 in Dresden) ist ein deutscher Maler und Grafiker.

## Leben
Ullrich Panndorf, Sohn des Gebrauchsgrafikers Fritz Panndorf (1922–1999) und dessen Ehefrau Margarete, wuchs in Dresden-Hellerau auf. Nach einer Berufsausbildung zum Bauzeichner mit Abitur verfolgte er eine Tätigkeit als Ausgrabungsassistent beim Ur- und Frühgeschichts-Institut in Dresden. Von 1976 bis 1981 studierte er Malerei und Grafik an der Hochschule für Bildende Künste Dresden, wo er mit Diplom bei Günter Horlbeck abschloss. 1983 erfolgte die Ausbürgerung aus der DDR und Umzug nach West-Berlin. Er ist freischaffend tätig und lebt und arbeitet seit 1994 in Weimar.

## Werk
Die Auseinandersetzung mit der Komplexität der Natur führt in Ullrich Panndorfs Werk zu „Bildformen, in denen abbildliche, darstellende Elemente in den Hintergrund treten zugunsten eines autonomen Eindrucks der Komposition.“ Diese Bezugnahmen spielen in seinen klein- bis großformatigen Zeichnungen, Grafiken und Gemälden stets eine fundamentale Rolle, ohne jedoch eine Reproduktion dessen zu sein.

## Ausstellungen (Auswahl)
- 2017: Kunsthalle Harry Graf Kessler, Weimar „Verweile doch“
- 2016: Galerie Profil Weimar „Querbeet-Florales und Verwandtes“
- 2010: Mannheimer Kunstverein „Unterwegs-Landschaften“ (mit Walter Sachs)
- 2006: Museum Schloss Burgk „Im Fluss. Malerei, Zeichnungen und Künstlerbücher“
- 2004: Galerie Profil Weimar „Lichtung“
- 2001: Guangdong Museum (VR China, Kanton)
- 2000/2001: Thüringer Landesmuseum Heidecksburg Rudolstadt, Kunsthalle Erfurt, Schlossmuseum Sondershausen „Die Niederkunft der schönen Gärtnerin“
- 1999: Klassik Stiftung Weimar „Köpfe – ausgewählte Zeichnungen“, Galerie Profil Weimar „Einsicht“
- 1998: Deutsches Buch- und Schriftmuseum Leipzig „Lichtdrucke“, Kunsthalle Erfurt „D206. Die Thüringer Sezession“
- 1996: Städtische Galerie Charlottenborg, Kopenhagen „Pro´96“
- 1995: Galerie der Jenoptik AG, Jena „Landschaften – Tangente 3“
- 1993: Leonhardi-Museum Dresden „Agraules Garten – prints II 1992-93“, Künstlerhaus Lauenburg „Bilder&Skulpturen“, Angermuseum Erfurt „Zeichnung/Graphik“ (mit Walter Sachs), Kupferstichkabinett Dresden „Denk ich an Deutschland“, Städtische Galerie Bietigheim-Bissingen „Linolschnitt Heute“
- 1992: Deichtorhallen Hamburg „Ausgebürgert“, Galerie der Stadt Esslingen, Villa Merkel „NonKonForm“
- 1990: KX-Kampnagelfabrik Hamburg „Menetekel“, Martin-Gropius-Bau Berlin „Kunstszene Berlin-West“, Albertinum (Dresden) „Ausgebürgert“
- 1989: Universitätsbibliothek der Freien Universität Berlin „Imprimé: Bücher&Druckgraphik“
- 1986: Künstlerhaus Bethanien (Berlin) „Buchpräsentation“, Kupferstichkabinett Berlin „Von Beuys bis Stella“
- 1984: Galerie Suspekt, Amsterdam „Die Zusammenhänge sind einfach“

## Bücher
- Kein Wind schlägt die Fluegeltueren zu, Dresden 1979.
- Die Tage sind gezählt, Dresden 1983.
- Jeder verschwindet so gut er kann, Edition Mariannenpresse, Berlin 1984.
- Memorial, Edition Mariannenpresse, Berlin 1986.
- Art – Recycling – Object 1, Ein Ort nah bei Dir und mir oder der Schnee von gestern, Berlin 1986.
- Silent Rooms, Edition Malerbücher, Berlin 1987.
- Minotaurus, 1987.
- Elegien weiss, Clair-Obscur Malerbücher, Berlin 1988.
- Klingstedts Romantische Gründe, Clair-Obscur Malerbücher, Berlin 1988.
- Bienenkorb 1: Pallas Athene Phalanx, Naunynedition, Berlin 1989.
- Bienenkorb 2: Wenn, Naunynedition, Berlin 1989.
- Ein Federstrich, sonst nichts, 24. Druck der Fuchstaler Presse, Denklingen 1989.
- Stimmenschotter, Naunyedition, Berlin/Weimar 1992.
- Medaillons, Amborella-Presse, Weimar 1999.
- Die schönen Badenden, Amborella-Presse, Weimar 1999.
- Das Entzücken, Amborella-Presse, Weimar 1999.
- Felsenfest – Exkursionen in die Sächsische Schweiz, 47. Druck der burgart-presse, Rudolstadt 2016.

## Arbeiten in öffentlichen Sammlungen
- Staatsgalerie Stuttgart
- Klassik Stiftung Weimar
- Victoria and Albert Museum London
- British Library London
- Berlinische Galerie
- Kupferstichkabinett Berlin
- Senat von Berlin
- Kupferstichkabinett Dresden[3]
- Kunstfonds des Freistaats Sachsen[3]
- Herzog August Bibliothek Wolfenbüttel
- Deutsche Bibliothek Frankfurt
- Sächsische Landesbibliothek Dresden
- Germanistische Bibliothek Marburg
- Klingspor-Museum Offenbach
- Mühlhäuser Museen
- Lindenau-Museum Altenburg